# نادي آرارات
نادي آرارات الرياضي هو أحد أندية الدوري العراقي ، مقره في محافظة أربيل تأسس عام 1996.